# Batalla de Curuzú
La batalla de Curuzú fue librada el 3 de septiembre de 1866 en el Fuerte de Curuzú, que se encuentra actualmente en Ñeembucú, Paraguay entre las tropas de Brasil, que estaba del lado de la Triple Alianza con Argentina y Uruguay, y las tropas de Paraguay. Curuzú se encontraba a 2 km al sur del Fuerte de Curupayty. Estos dos fuertes eran defensas avanzadas de la Fortaleza de Humaitá.